# Acido bromoacetico
L'acido bromoacetico o anche acido monobromoacetico è il composto chimico con formula CH2BrCO2H. In condizioni normali è un solido di colore giallo chiaro di odore pungente.
È un derivato dell'acido acetico nel quale un atomo di idrogeno del gruppo metile è stato sostituito da un atomo di bromo. L'acido bromoacetico e i suoi esteri vengono utilizzati come materiali di partenza in numerosi processi chimici.

## Proprietà fisiche
L'acido bromoacetico forma cristalli giallo chiaro facilmente solubili in acqua, etanolo, etere dietilico e altri solventi organici. La soluzione acquosa è fortemente acida, significativamente più acida dell'acido acetico (acido bromoacetico e acetico hanno pKa rispettivamente 2,90 e 4,75). Questa differenza di acidità si osserva normalmente quando si sostituisce un atomo più elettronegativo come il bromo al posto dell'idrogeno. L'anione infatti si forma più facilmente in seguito alla dissociazione perché la carica negativa viene maggiormente delocalizzata (effetto induttivo).

## Sintesi
L'acido bromoacetico viene preparato in genere dall'acido acetico introducendo un atomo di bromo tramite la alogenazione di Hell-Volhard-Zelinsky; è necessario un catalizzatore tipo PBr3.
{\displaystyle {\ce {CH3CO2H + Br2 -> CH2BrCO2H + HBr}}}

## Tossicità / Indicazioni di sicurezza
Il composto è disponibile in commercio. Il composto è tossico e corrosivo. Non ci sono dati che indichino proprietà cancerogene. Risulta pericoloso per l'ambiente acquatico.